# Amilcare Oddo
Giuseppe Amilcare Oddo (Trapani, 12 agosto 1910 – Brindisi, 7 luglio 1999) è stato un allenatore di calcio e giornalista italiano.

## Biografia
Fu atleta, tecnico, educatore, dirigente sportivo e giornalista.
A fine anni '20 conquistò il record siciliano di salto triplo, e avviò il fratello Giovanni, futuro campione italiano, a questa disciplina. Fu anche accademico della Farnesina.
Fondò il giornale "La Palestra", uno dei primi fogli sportivi degli anni Trenta.
Nel 1934 gli fu affidata la direzione tecnica della sezione atletica della Reale Società Ginnastica di Torino.
Tornò poi a Trapani e divenne l'allenatore del Trapani Calcio in Prima divisione, per due stagioni, dal 1937 al 1939.
Dopo l'8 settembre 1943 restò a Brindisi dove era stato militare, e nel 1945 fondò il "Movimento anti separatista della Sicilia" e diresse il giornale "Il Popolo dei Vespri". Nel 1946 si candidò all'Assemblea Costituente nella circoscrizione di Lecce, con il Movimento Democratico Monarchico Italiano, che ottiene il 5,54%.
Poi fondò la "Polisportiva Folgore Brindisi", che si occupa ancora oggi di calcio, pallavolo, pallacanestro e atletica leggera e fu anche tecnico della "Ginnastica Brindisi".
Morì a Brindisi, che gli aveva conferito la cittadinanza onoraria, il 7 luglio 1999. A lui è dedicato un memorial di atletica leggera a Brindisi e un premio del comitato regionale siculo del C.N.S.F.. A Trapani è dedicata a lui la locale sezione dell'"Unione Nazionale Veterani dello Sport".

## Onorificenze
- Stella d'oro al merito sportivo